# Mónica García Gómez
Mónica García Gómez (ur. 16 stycznia 1974 w Madrycie) – hiszpańska polityk i lekarka, posłanka do Zgromadzenia Madryckiego, od 2023 minister zdrowia.

## Życiorys
Absolwentka medycyny na Uniwersytecie Complutense w Madrycie, specjalizowała się w anestezjologii. Zawodowo związana z madrycką służbą zdrowia. Została rzeczniczką organizacji branżowej AFEM.
Zaangażowała się w działalność polityczną w ramach lewicowego ugrupowania Podemos. W 2015 uzyskała mandat posłanki do regionalnego parlamentu Wspólnoty Madrytu. Z powodzeniem ubiegała się o reelekcję w 2019, 2021 i 2023. W 2019 współtworzyła regionalną formację Más Madrid. Obejmowała funkcje jej rzeczniczki w Zgromadzeniu Madryckim i koordynatorki tego ugrupowania.
W listopadzie 2023 z rekomendacji ruchu politycznego Sumar została ministrem zdrowia w trzecim rządzie Pedra Sáncheza.